# Fernando Villamarín Rodríguez
Fernando Villamarín Rodríguez fou un advocat i polític gallec. Fou un dels membres fundadors el 1932 i primer president de l'Associació Professional i després Col·legi Oficial d'Advocats de Vigo. També fou elegit diputat per la província de Pontevedra pel Partit Republicà Conservador a les eleccions generals espanyoles de 1933.